# O&L Leisure
O&L Leisure (Hotels & Lodges), registriert als O and L Leisure (Proprietary) Limited mit Sitz in Windhoek, ist ein aus Namib Sun Hotels hervorgegangenes Hotelunternehmen in Namibia und gehört zur 1919 gegründeten Ohlthaver & List Group of Companies, dem größten Privatunternehmen im Land.

## Geschichte
Bereits 1937 erwarb das 1919 von Hermann Ohlthaver und Carl List gegründete Unternehmen Ohlthaver & List (O&L) die Farmen Midgard und Okatjemise. 1988 errichtete das Unternehmen die Mokuti Lodge am Rande des Etosha-Nationalparks.
1995 erhielt die zur O&L-Tochtergesellschaft Namib Sun Hotels gehörende Mokuti Lodge 5-Sterne und war über Jahre die beste Lodge Namibias. Zum Portfolio der Namib Sun Hotels gehörten zu diesem Zeitpunkt auch die Midgard Lodge, die Ghaub Guest Farm sowie das Mitte der 1950er Jahre errichtete Strand Hotel in Swakopmund und der Thüringer Hof in Windhoek.
2003 übernahm  Namib Sun Hotels zusätzlich die Zambezi River Lodge und die King"s Den Lodge in der Caprivi Region von Gerhardus und Alta Visagie. 2004 wurde Henry Feris General Manager der Namib Sun Hotels und erweiterte das Unternehmen um den Jagd-Safari-Anbieter Namib Sun Hunting Safaris mit den dazugehörigen Katenba- sowie Otjiwa-Hunting-Ranches mit jeweils 28.000 Hektar Land, die zu diesem Zweck komplett nach internationalen Standards neu aufgebaut wurden. Bei der Neueröffnung der Otjiwa Lodge 2006 bezeichnete der namibische Premierminister Nahas Angula die Lodge als ein zentrales Element für das Branding Namibias als Ziel für Premiumtourismus. Otjiwa ist die älteste Lodge in Namibia.
Im Jahr 2007 vereinbarte die Ohlthaver & List Group ein Joint Venture mit der IFA Hotel und Touristik AG sowie deren Partner Kempinski Hotels S.A. Die Vereinbarung umfasste die gemeinsame Entwicklung und Vermarktung der Hotels der Sun Hotel-Gruppe die zu diesem Zweck in die gemeinsame OLIFA Hotels & Resorts Ltd. überführt wurde. Geschäftsführer wurde Bruce Hutchison, General Manager Shepherd Chinhoi. Das neue Unternehmen sollte als Bauherr einen Hotelneubau in Windhoek und dem Ersatzneubau für das Strand Hotel in Swakopmund sowie die Renovierungen der Chobe King´s Den Lodge und der Mokuti Lodge realisieren, während Kempinski die O&L-Standorte Mokuti Lodge und Mokuti Country Estate sowie die beiden Hotelneubauten auf 5-Sterne-Niveau betreiben sollte.
Im Rahmen der Neuausrichtung wurde am 16. Februar 2007 die O&L Leisure gegründet. 2008 verkaufte die Namib Sun Hotels das Hotel Thüringer Hof an die United Africa Group (Protea Hotels; heute Protea Hotels by Mariott). Im gleichen Jahr wurde das Strand Hotel in Swakopmund geschlossen und abgerissen.
Im Jahr 2010 beendete IFA aus finanziellen Gründen die Zusammenarbeit und O&L erwarb deren Anteile an der OLIFA. Bis 2012 waren nur die Aufwertung der Mokuti Lodge umgesetzt und diese sowie das Midgard Country Estate wurden von Kempinski betrieben. O&L beendete in Folge die Partnerschaft mit der Kempinski Hotels Gruppe in einem Streit um die Ausrichtung als Premium Hotel Gruppe. Kempinski zog sich daraufhin aus Namibia zurück und die Lodges Midgard und Mokuti gingen wieder vollständig in die Verantwortung des Hotelbetreibers O&L Leisure Hotels & Lodges über die auch den Hotelneubau in Swakopmund weiter betrieb. Die Pläne für den Hotelneubau in Windhoek wurden indes aufgegeben.
2015 wurde nach langer Planung und zweijähriger Bauzeit das Strand Hotel Swakopmund neu eröffnet. An gleicher Stelle stand das Mitte der 1950er Jahre errichtete und 2008 abgerissene alte Strand Hotel Im Oktober 2015 kündigte der Strandhotel-Entwickler Bruce Hutchison kurz vor der Eröffnung und verließ Namibia. Die Leitung des Unternehmens übernahm 2019 Terence Makari. Im Juli 2016 wurde die Hotelanlage Chobe Water Villas eröffnet.
Seit Mai 2023 leitet Sven Thieme das Unternehmen.

## Hotels und Lodges
O&L Leisure ist Besitzer und Betreiber von vier touristischen Unterkünften in Namibia. Es ist nach Namibia Wildlife Resorts und der Gondwana Collection eine der größte Hotelgruppe und als Nachfolger der Namib Sun Hotels das älteste Hotelunternehmen in Namibia. Zu den Betrieben der Namib Sun-Gruppe gehörten unter anderem der „Hamburger Hof“ in Otjiwarongo (2002 nach 91 Jahren geschlossen), die Farmunterkünfte „Otjiwa“ und „Ghaub“, sowie die Hotels „Fürstenhof“ und „Thüringer Hof“ in Windhoek.

### Mokuti Etosha
Die 1988 erbaute Mokuti Etosha Lodge (von 2009 bis 2012 Kempinski Mokuti Lodge, danach bis 2022 Mokuti Etosha Lodge) ist eine Lodge nahe Tsumeb. Sie lieg auf einem 4000 Hektar großen privaten Naturschutzgebiet und grenzt unmittelbar an den Etosha-Nationalpark. Das 4-Sterne-Haus (laut Eigenvermarktung) verfügt über 106 Zimmer und ist Mitglied in der Tripadvisors Hall of Fame. Die Lodge wurde von März 2022 bis April 2023 zum Teil neu erbaut. Die Lodge verfügt über einen eigenen privaten Flugplatz.

### Midgard
Das Midgard (bis 2022 Midgard Country Estate) ist Hotelanlage östlich von Okahandja. Sie liegt am Ufer des Swakop auf einer 12.000 Hektar großen Farm die seit 1937 in Besitz der Familie List ist. Die 4-Sterne-Anlage (laut Eigenvermarktung) verfügt über 46 Zimmer sowie die größte Freilichtbühne in Namibia und weitreichende Konferenzmöglichkeiten. Die Anlage wurde 2009 nach weitreichenden Renovierungen wiedereröffnet. 2019 bis 2021 wurde das Hotel erneut umfassend renoviert und um weitere Zimmer erweitert.

### Strand Hotel Swakopmund
Das 2015 eröffnete Strand Hotel Swakopmund liegt direkt an der Strandpromenade (Mole) im Zentrum von Swakopmund. Das 4-Sterne-Haus (laut Eigenvermarktung) verfügt über 125 Zimmer sowie drei Restaurants, eine Bar und hauseigene Brauerei.

### Chobe Water Villas
Die Chobe Water Villas (ehemals King's Den Lodge) ist eine 2016 eröffnete Hotelanlage im Caprivizipfel der Region Sambesi. Sie liegt direkt am Flussufer des Chobe gegenüber dem Chobe-Nationalpark (Botswana). Die  5-Sterne-Anlage verfügt über 16 Boutique-Lodges mit je 85 Quadratmeter.

### Erweiterungen ab 2025
Im Juni 2024 gab O&L Leisure die Übernahme einer Lodge bei Sesriem sowie am Okavango bekannt.